# Kepler-37b
Kepler-37b är en extrasolär planet (exoplanet) som kretsar kring stjärnan Kepler-37 i stjärnbilden Lyran. Sedan februari 2013 är det den minsta exoplaneten kring en huvudseriestjärna som har upptäckts, med än radie något större än månens. Mätningarna lägger inte band på dess massa, men massor över några gånger månens resulterar i icke-fysikaliskt höga densiteter.

## Upptäckt

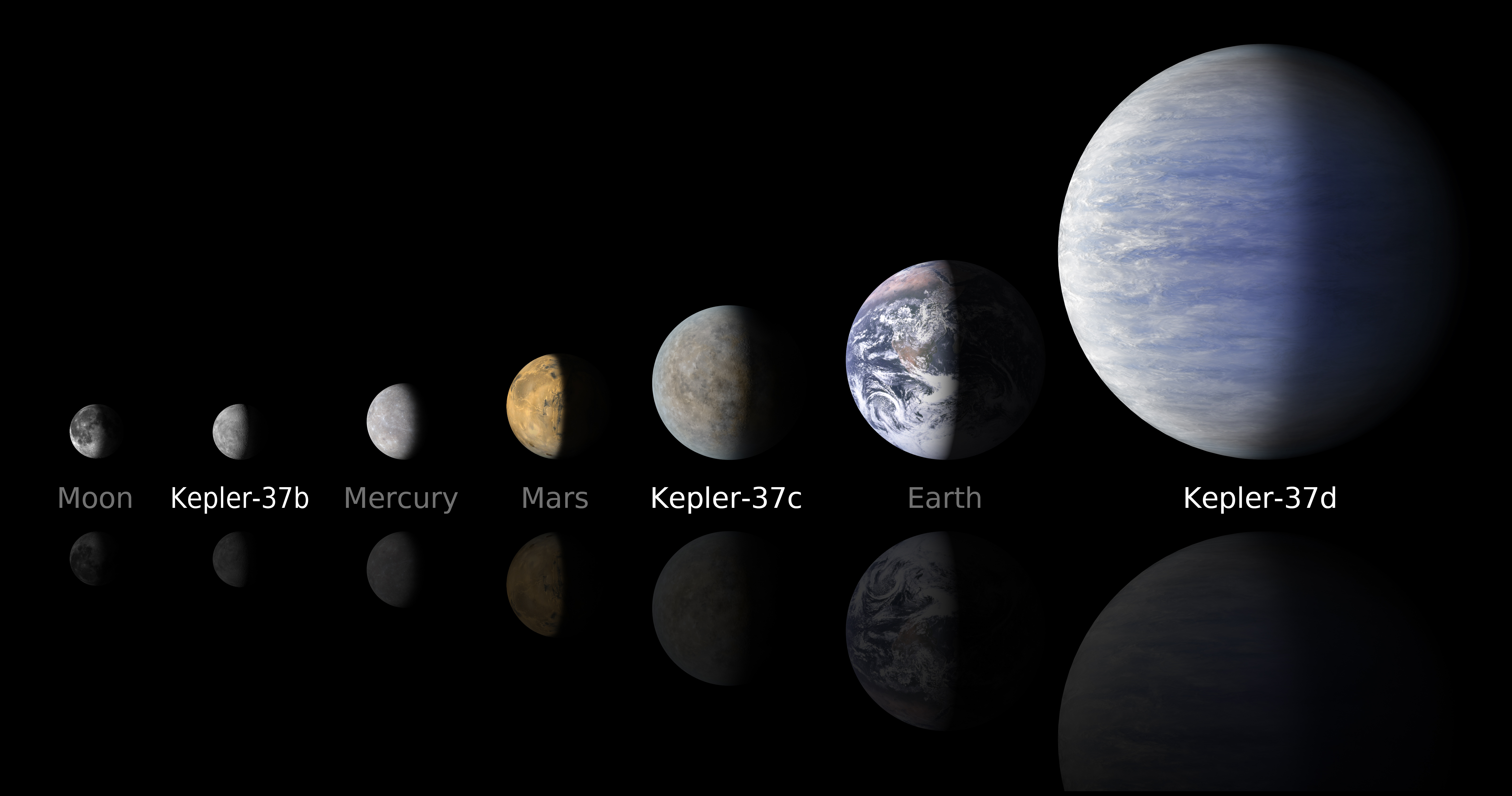
En storleksjämförelse mellan planeterna i Kepler-37-systemet och objekt i solsystemet.

Kepler-37b upptäcktes av Keplerteleskopet – som observerar stellära passager – tillsammans med två andra planeter, Kepler-37c och Kepler-37d. Efter att ha observerat passager av Kepler-37b, jämförde astronomer den med storleken på moderstjärnan.
Storleken på stjärnan beräknades med hjälp av asteroseismologi; Kepler-37 är för närvarande den minsta stjärnan som har studerats med hjälp av denna process. Denna teknik gjorde att storleken på Kepler-37b också kunde bestämmas med ”exceptionell noggrannhet”.
Hittills är Kepler-37b den minsta planeten som har upptäckts kring en huvudseriestjärna utanför solsystemet. Upptäckten av Kepler-37b var möjlig på grund av dess korta omloppstid, relativa ljusstyrka och Kepler-37:s låga aktivitet, vilket gör att ljusdata delas proportionellt ut snabbt. Upptäckten av Kepler-37b är orsaken till att Jack Jonathan Lissauer, en forskare vid NASA:s Ames Research Center, har förmodat att ”sådana små planeter är vanliga”.

## Bana
Kepler-37b kretsar kring sin moderstjärna på ett avstånd om cirka 15 miljoner kilometer, med en omloppstid på cirka 13 dygn. De två yttre planeterna i systemet har omloppstider inom en procent av resonanserna 8:5 och 3:1 med Kepler-37b:s omloppstid.

## Fysikaliska egenskaper
Kepler-37b ligger cirka 210 ljusår bort från jorden. Den är något större än månen, med en diameter på cirka 3 900 kilometer. Enligt NASA har den sannolikt inte någon atmosfär och inte förmåga att hysa liv. Dessutom består den troligen av steniga material. Eftersom den ligger så nära sin stjärna (Merkurius ligger mer än tre gånger så långt bort från solen) beräknas Kepler-37b:s medeltemperatur vara omkring 425 °C (800 °F).

## Originalcitat
1. ↑  ”with extreme accuracy”
2. ↑  ”such little planets are common”